# Wienerwald
Le Wienerwald (littéralement : bois de Vienne) est un massif et une région naturelle des Préalpes orientales septentrionales compris entre 300 et 900 mètres d'altitude. En tant que massif le plus oriental de l'ensemble de l'arc alpin, il s'élève en Autriche (de la Basse-Autriche jusqu'aux portes de Vienne).
Le Schöpfl est le point culminant du massif.

## Géographie

### Situation
Le massif de moyenne montagne confine aux Alpes de Türnitz à l'ouest, le long des rivières de la Traisen et de la Große Tulln, et aux Alpes de Gutenstein, au-delà de la Triesting et de la Gölsen, au sud. Il est bordé par le Danube au nord et à l'est, le bassin de Vienne sépare le Wienerwald de l'arc des Carpates ; les deux ensembles montagneux partagent les mêmes origines tectoniques et géologiques.
Le massif de montagnes forme la frontière sud-est de la région du Mostviertel.

### Sommets principaux

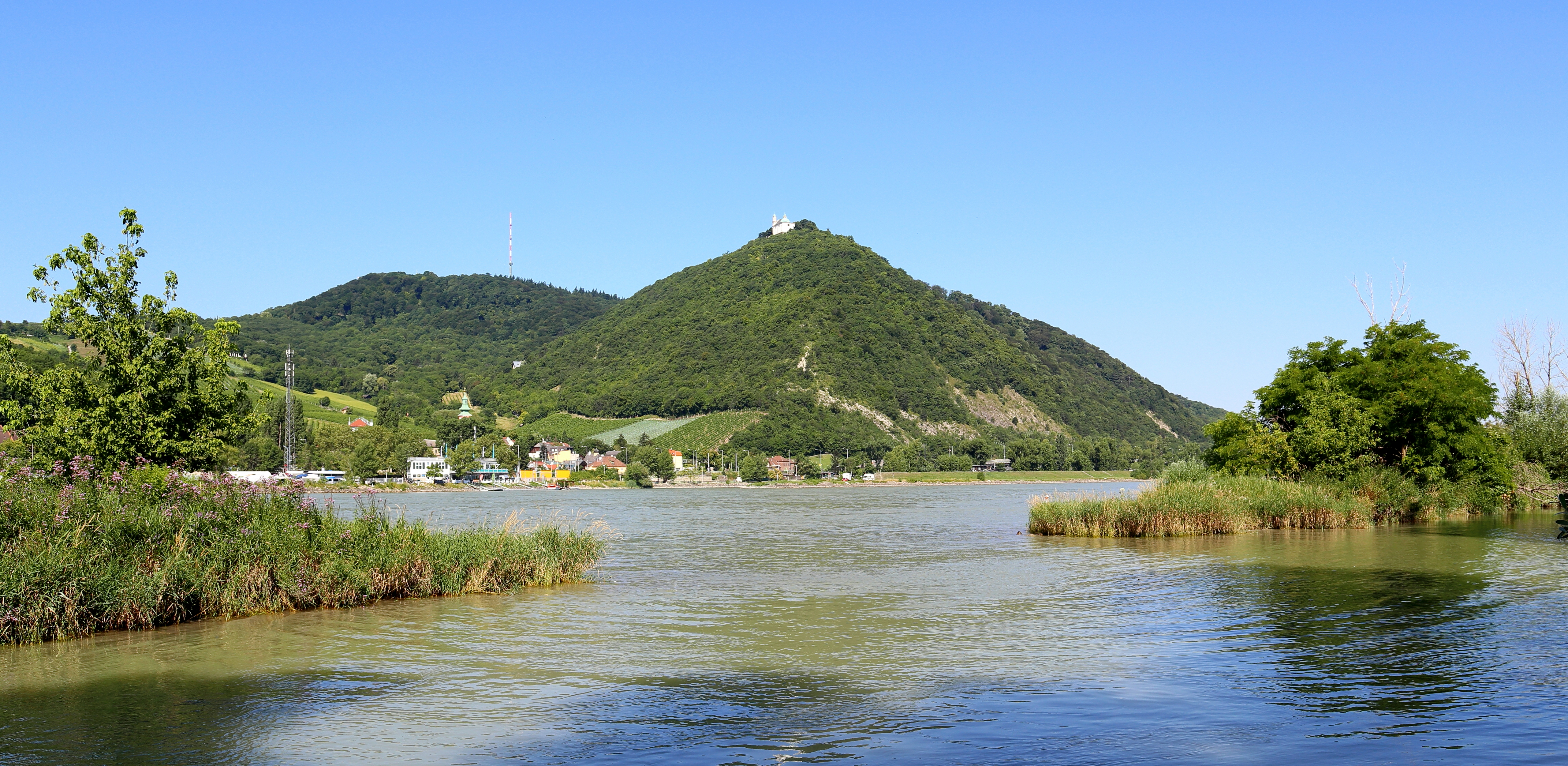
Vue depuis la rive du Danube sur les sommets du Kahlenberg (à gauche) et du Leopoldsberg.

- Schöpfl, 893 m
- Mitterschöpfl, 882 m
- Hoher Lindkogel, 834 m
- Peilstein, 716 m
- Anninger, 675 m
- Leopoldsberg, 425 m

### Géologie
La majeure partie du Wienerwald appartient à la zone des flyschs (principalement du grès) tandis que le sud-est est composé de calcaire.

### Climat

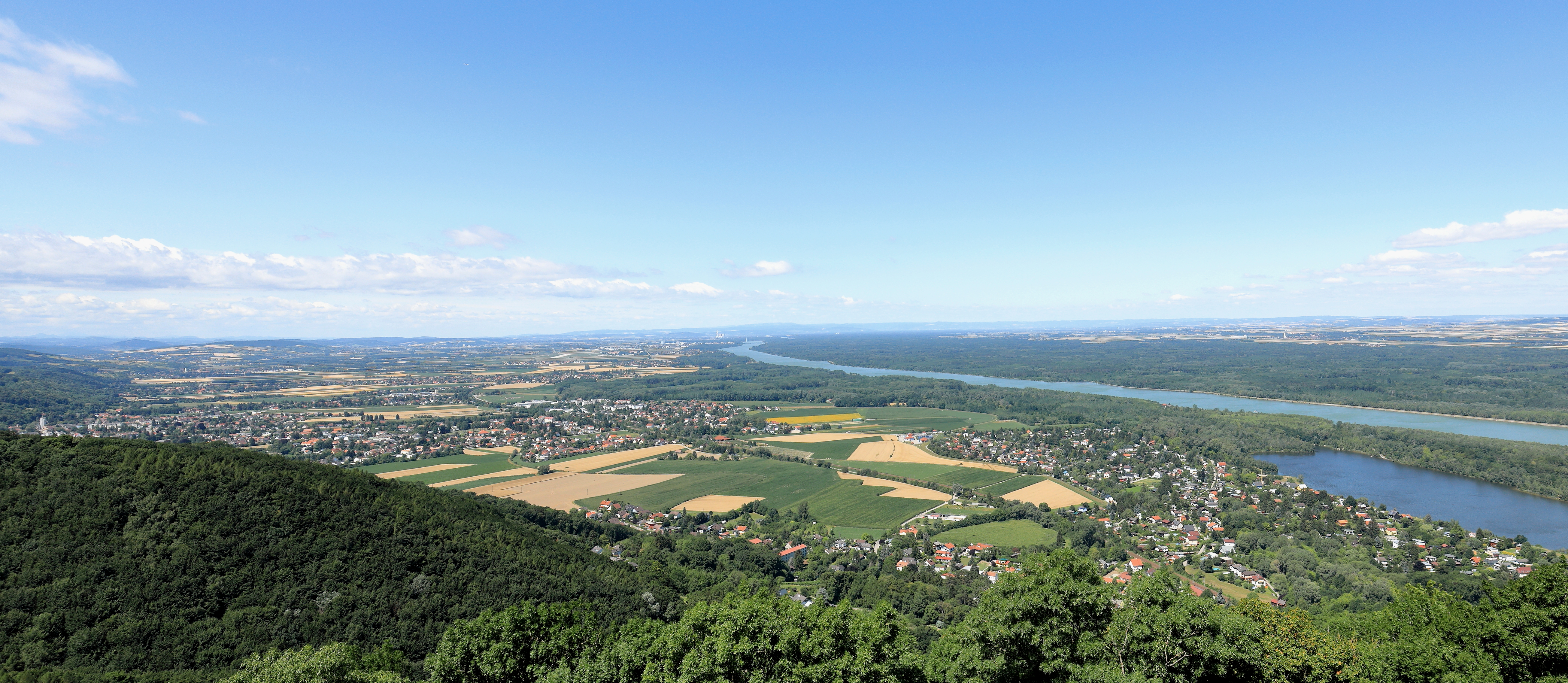
Vue depuis le sommet du Tempelberg sur le Danube en direction du nord-ouest.

Le climat du Wienerwald est essentiellement déterminé par une influence océanique. Au pied sud-est des montagnes (Thermenlinie) domine un climat chaud, alors que les zones montagneuses connaissent un climat alpin. Le nord de la région forme une barrière climatique naturelle. Ainsi, les nuages de pluie venant de l'ouest sont stoppés, générant la formation de brouillard. Sur l'autoroute Wiener Außenringautobahn, culminant à 553 m d'altitude, on rencontre souvent de mauvaises conditions de circulation à cause de la neige, du verglas ou du brouillard.

### Flore
Dans la partie septentrionale, correspondant à la zone des flyschs, le Wienerwald présente 77 % d'espèces à essences feuillus (hêtre, chêne et charme commun), tandis que dans le sud-est calcaire, 46 % de la surface est couverte par des conifères (pin, épicéa, pin noir, sapin et mélèze). Sur les pentes orientales du massif, la vigne est cultivée. Longtemps, le Wienerwald a été une forêt de ban et une réserve de chasse princière. Dans les années 1870-1872, Josef Schöffel a sauvé les forêts du déboisement. Aujourd'hui, le Wienerwald est protégé par des lois et la moitié des communes de la région viennoise est boisée.

## Histoire
Au XIXe siècle, vers 1260, en Autriche (Salzkammergut et Wienerwald), l'inquisition attaque une quarantaine de  communautés de Waldenser, adeptes de l'Église évangélique vaudoise (créée vers 1170, autour de Vaudès (1140-1217), dit Pierre Valdo), dont le paulicianisme, peut-être inspiré du bogomilisme va inspirer le catharisme.

## Activités

### Environnement

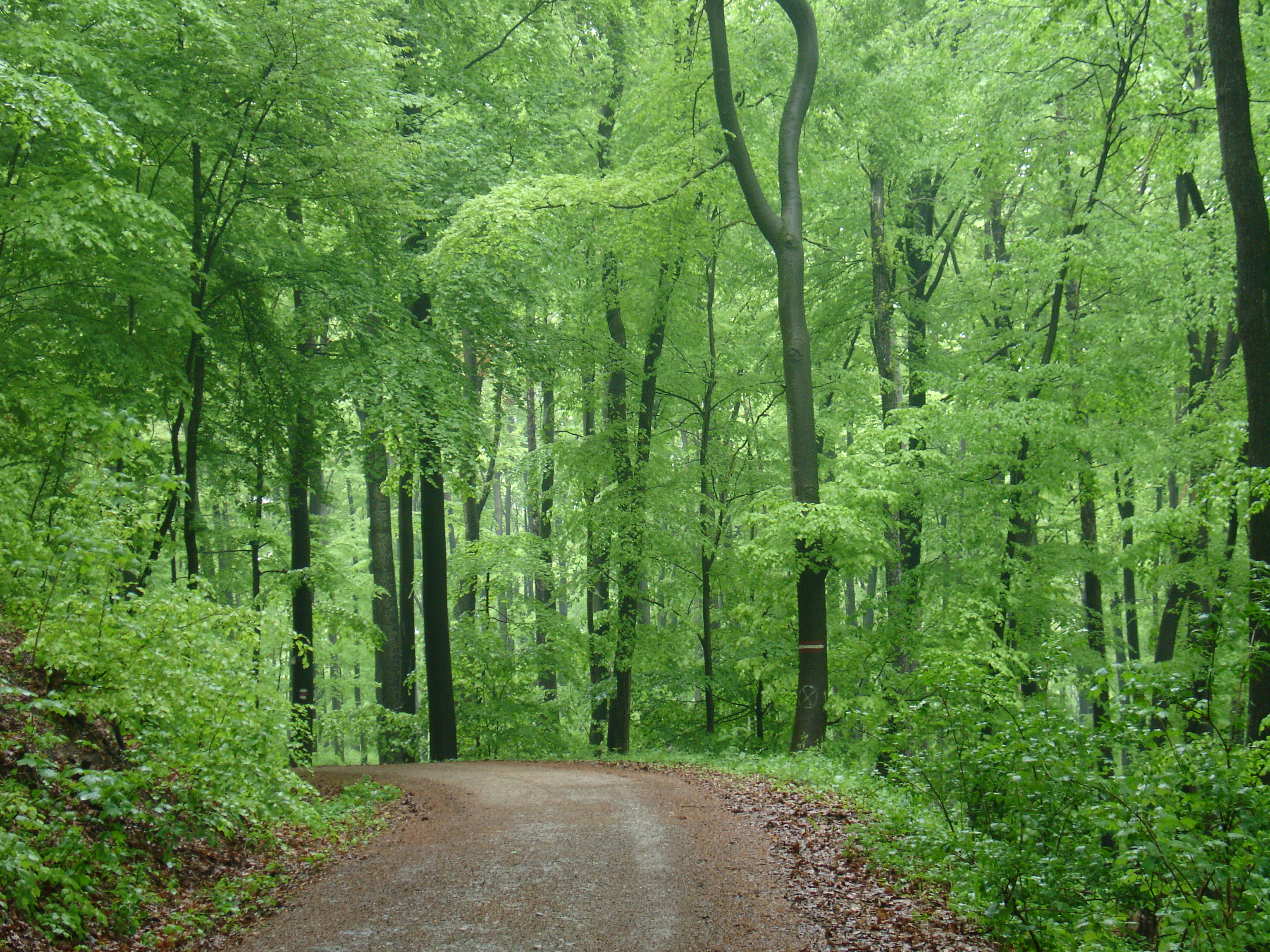
Chemin forestier dans le Wienerwald.

La partie orientale du Wienerwald, confinant à Vienne, est une zone de détente appréciée et depuis longtemps classée en réserve naturelle. Le massif bénéficie des statuts de réserve naturelle forestière, de Natura 2000, de la loi de protection de la nature et du paysage et depuis 2005 de réserve de biosphère reconnue par l'UNESCO. De plus, les parcs naturels suivants ont été créés : Eichenhain, Sandsteinwienerwald, Lainzer Tiergarten, Naturpark Sparbach et Föhrenberge.
Les montagnes comprennent des vastes forêts, des vallées pittoresques et aussi de nombreux couvents historiques, notamment les abbayes de Heiligenkreuz, de Klosterneuburg et de Lilienfeld, ainsi que la chartreuse de Mauerbach.

## Sources
- (de) Cet article est partiellement ou en totalité issu de l’article de Wikipédia en allemand intitulé « Wienerwald » (voir la liste des auteurs).